# Bilstein (Lennestadt)

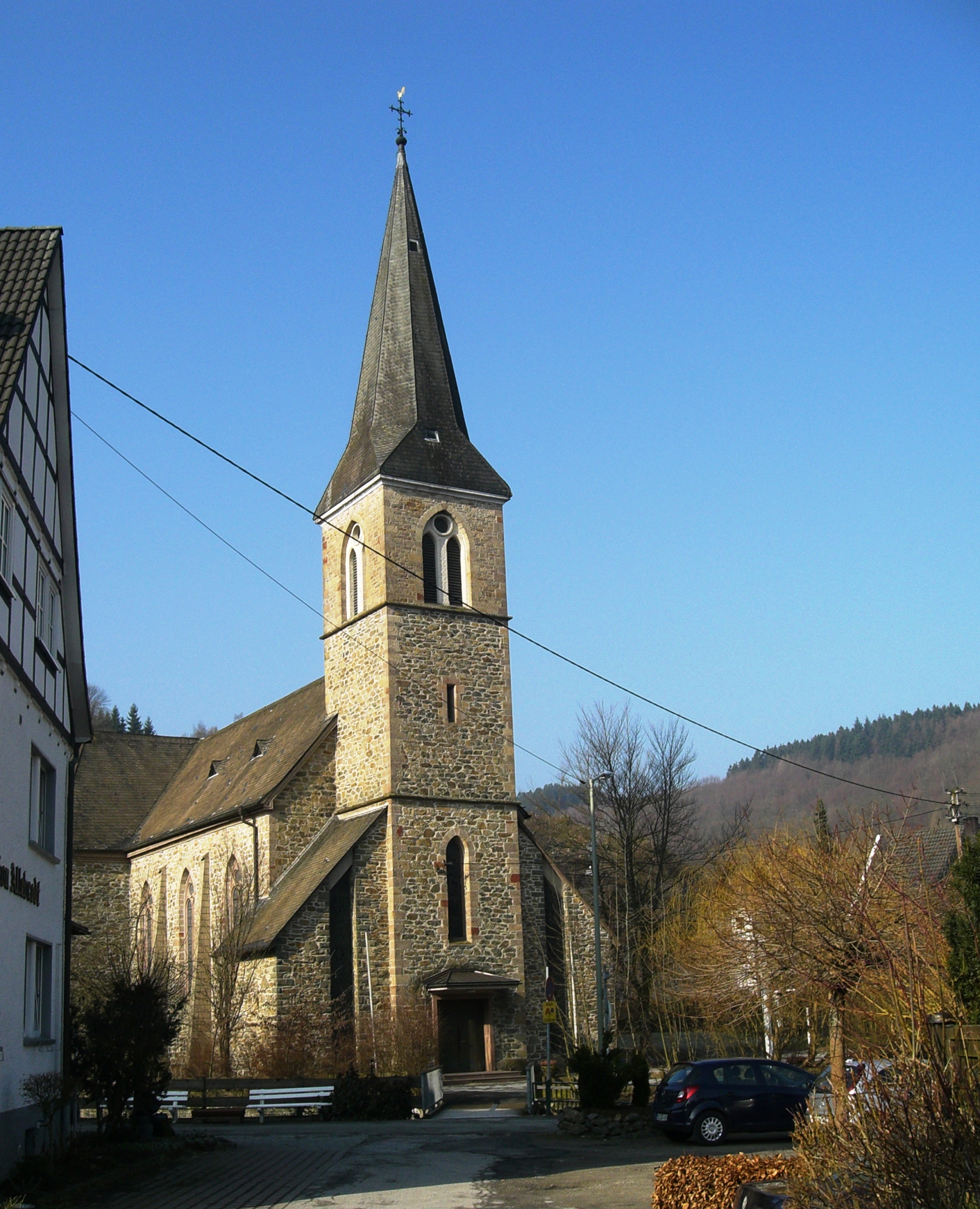
Sint-Agathakerk, Bilstein

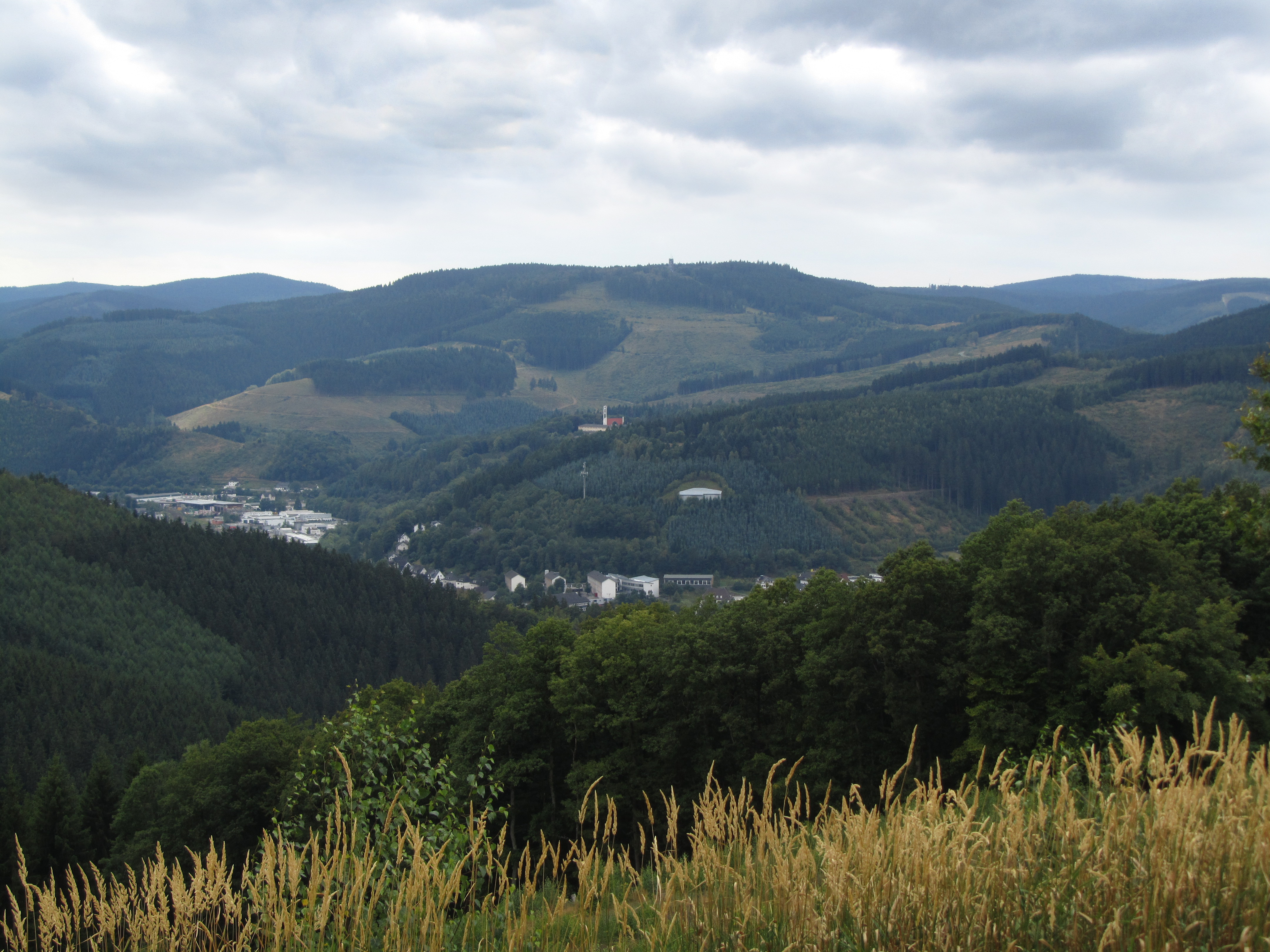
De 588 meter hoge berg Hohe Bracht bij Bilstein

Bilstein is een dorp met ruim duizend inwoners in de gemeente Lennestadt, in het Sauerland, in de Duitse deelstaat Noordrijn-Westfalen. In het dorp ligt het kasteel Burg Bilstein. 

## Ligging, infrastructuur
Het plaatsje Bilstein ligt in het zuidwesten van de gemeente Lennestadt, in het dal van de Veischedebach, een linker zijbeek van de rivier de Lenne. Door dit dal en dus ook door Bilstein loopt de Bundesstraße 55 van Olpe naar Grevenbrück, gemeente Lennestadt. Bilstein ligt 7 kilometer ten zuiden van de monding van de Veischedebach in de Lenne, aan de rand van Grevenbrück. Een 6 km lang bergweggetje leidt oostwaarts naar Altenhundem, de hoofdplaats van Lennestadt. Daar is ook het dichtstbijzijnde spoorwegstation. Het dorp ligt op circa 305 meter boven zeeniveau.
In het toeristisch ontwikkelde dorp Bilstein is het recreatiegebied Erlebniswelt Veischedetal gevestigd, dat sedert 2021 ook een fraaie vijver bezit.

## Geschiedenis
Het dorp Bilstein is rond 1190 ontstaan. Het plaatsje had in de 15e en 16e eeuw een ommuring met twee poorten, maar bleef feitelijk een boerendorp; pas in de 19e eeuw steeg het aantal inwoners tot meer dan circa 400. In de 19e eeuw vestigde zich hier, alsmede in het aan de westkant aangrenzende  Kirchveischede, zoals in veel andere arme dorpen in Pruisen, een door die staat ondersteunde tabaksnijverheid. Bilstein had tot 1916 een tramverbinding met het in 1861 geopende station van Altenhundem. In 1878 werd de rooms-katholieke Sint-Agathakerk in het dorp voltooid en ingewijd. Van medio 1943 tot april 1945, ten tijde van het Derde Rijk, genoot Bilstein enige bekendheid, doordat de nazi- organisatie voor gezinszorg Nationalsozialistische Volkswohlfahrt hoogzwangere vrouwen uit het Ruhrgebied naar het rustige, afgelegen plaatsje stuurde om daar te bevallen.
Op 1 juli 1969 vond een gemeentelijke herindeling plaats, waardoor Bilstein deel van de op die datum ontstane gemeente Lennestadt deel ging uitmaken.

## KasteelBurg Bilstein
Het dorp Bilstein is tot buiten Duitsland bekend om het middeleeuwse kasteel Burg Bilstein.
Dit kasteel werd tussen 1205 en 1225 gebouwd op last van een plaatselijk edelman, Diederik II von Gevore, die zich later Diederik I von Bilstein noemde.  Vanaf 1363 behoorde het kasteel toe aan het Graafschap Mark, en na de Soester Fehde van 1445 aan het prinsbisdom Keulen. Tot 1802 resideerden er drosten, die de omgeving namens de Keulse bisschop regeerden. Nadien was het kasteel tot 1920 o.a. als boswachterij-kantoor in gebruik.
Op kasteel Bilstein werd op 26 oktober 1626 Ferdinand von Fürstenberg geboren, die van 1661-1683 prinsbisschop van Paderborn en  van 1678-1683 prinsbisschop van Münster is geweest.
In het kasteel is sedert 1927 een jeugdherberg gevestigd. Als begin- en eindpunt van meerdaagse wandelvakanties is het sindsdien een toeristische attractie. Burg Bilstein is diverse malen van binnen en van buiten gemoderniseerd, teneinde aan de voorschriften voor moderne verblijfsaccommodaties te kunnen blijven voldoen.
In en om het kasteel vinden talrijke activiteiten plaats op het gebied van LARP. Onder andere wordt er het rollenspel Het Oog des Meesters (Duits: Das Schwarze Auge) gespeeld.
Bij het kasteel beginnen en eindigen talrijke, deels meerdaagse, wandelroutes door het Sauerland.

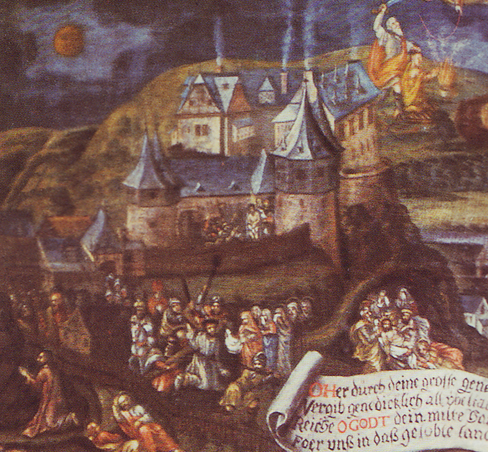
Burg Bilstein op een schilderij uit 1561
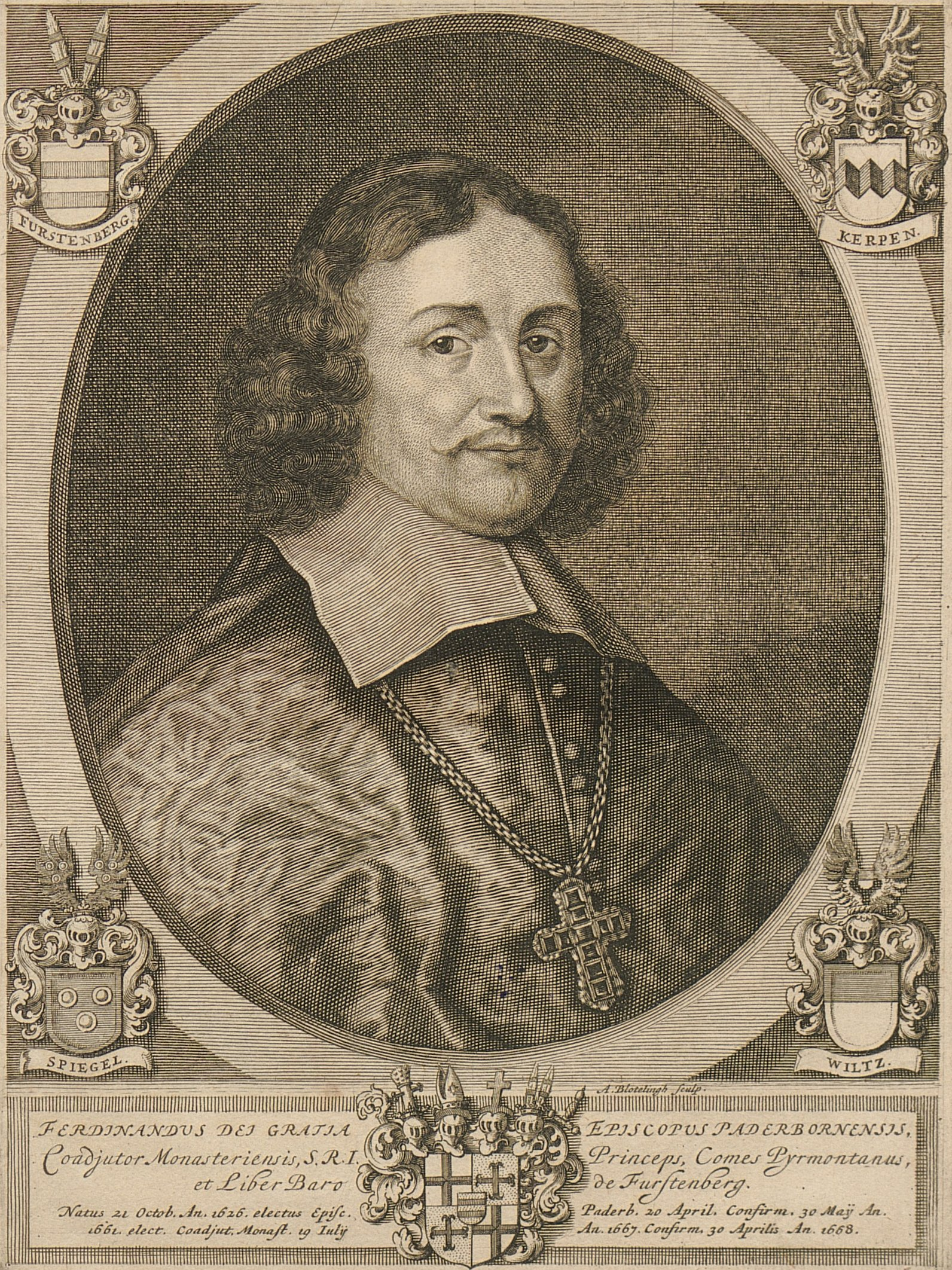
Ferdinand von Fürstenberg
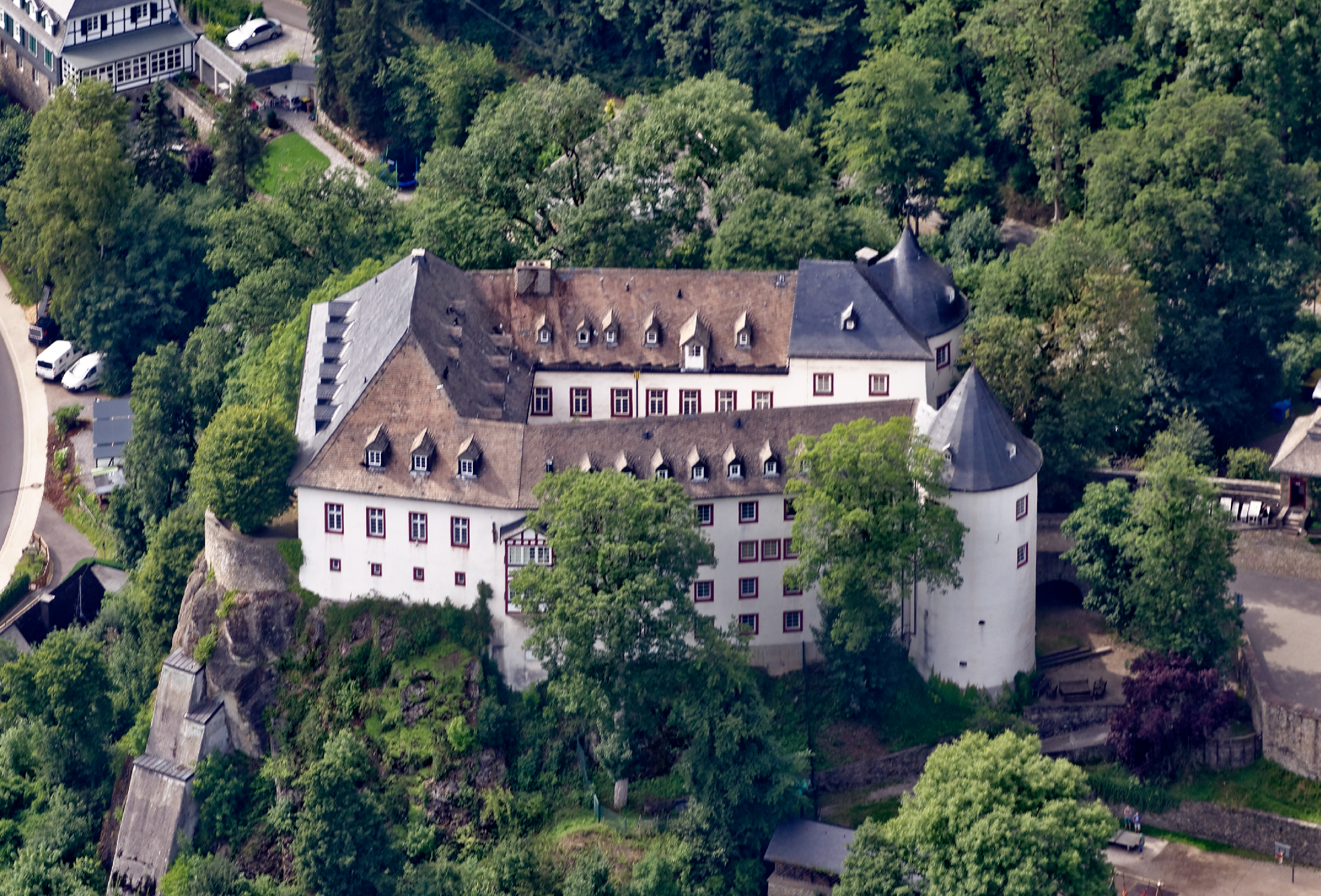
Kasteel Burg Bilstein in de 21e eeuw
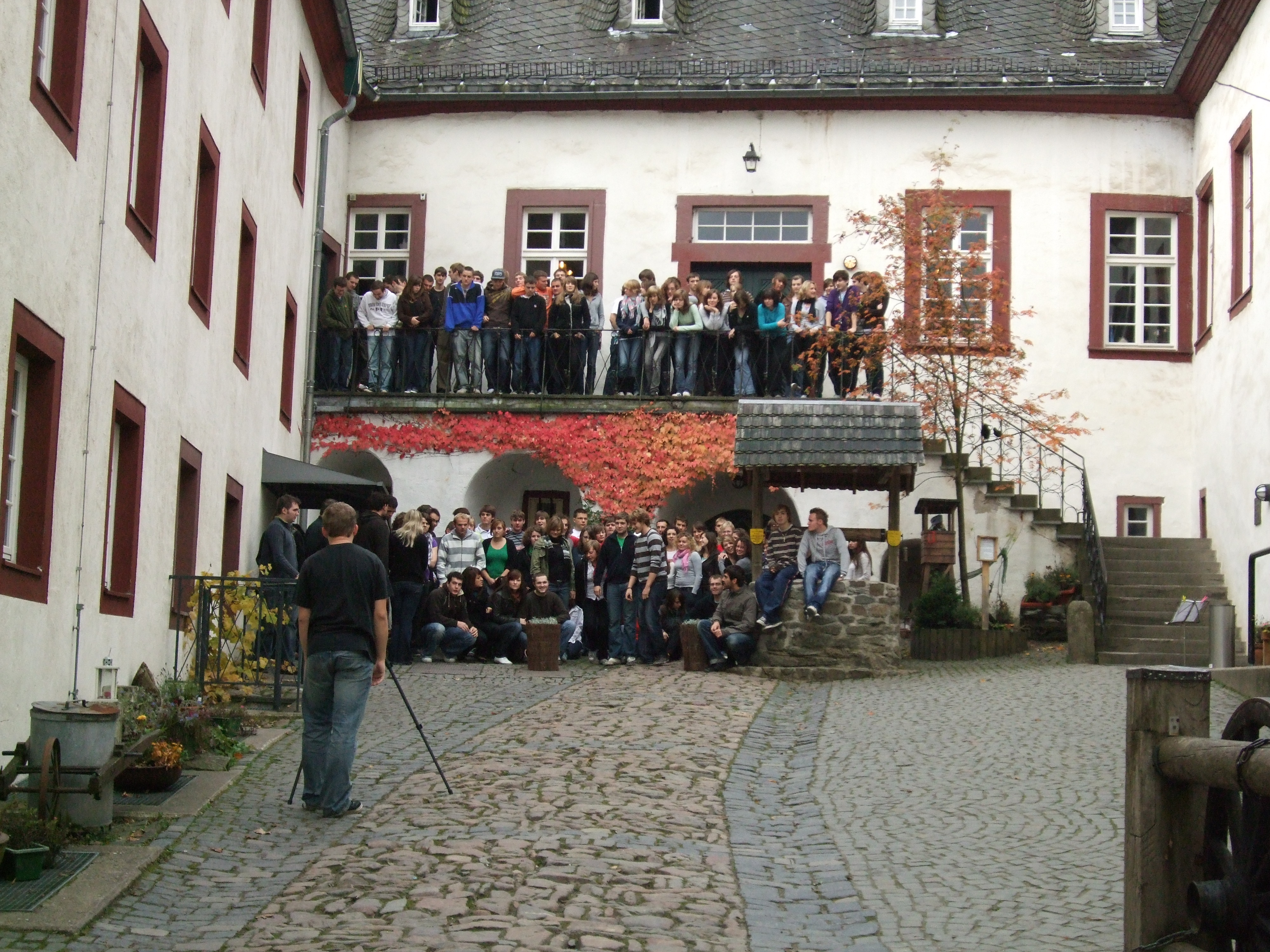
Binnenplaats met groep toeristen

Altenhundem · 
Altenvalbert · 
Bilstein · 
Bonzel · 
Bonzelerhammer · 
Brenschede · 
Bruchhausen · 
Burbecke · 
Einsiedelei · 
Elspe · 
Elsperhusen · 
Ernestus · 
Germaniahütte · 
Gleierbrück · 
Grevenbrück · 
Hachen · 
Halberbracht · 
Haus Valbert · 
Hengstebeck · 
Hespecke · 
Haus Hilmecke · 
Hohe Bracht · 
Kickenbach · 
Kirchveischede · 
Langenei · 
Maumke · 
Meggen · 
Melbecke · 
Milchenbach · 
Neukamp · 
Oberelspe · 
Obermelbecke · 
Obervalbert · 
Oedingen · 
Oedingerberg · 
Oedingermühle · 
Saalhausen · 
Schmellenberg · 
Sporke · 
Stöppel · 
Störmecke · 
Theten · 
Trockenbrück · 
Weißenstein